# Ceremonial Oath
Ceremonial Oath es una banda sueca de death metal formada en 1989 bajo el nombre de Desecrator y se separó en 1995. Durante su corta carrera la banda lanzó dos demos, un EP y dos álbumes de estudio. La banda ha sido de gran influencia dentro del ámbito del death metal melódico.
Ceremonial Oath se reunió en el año 2012, para más adelante aparecer en el que fue su primer show después de  17 años de ausencia, el festival The Gothenburg Sound, el cual se dio lugar los días 5 y 6 de enero de 2013 en Trädgår’n, Gotemburgo.

## Miembros
- Jesper Strömblad – bajo (1989 – 1993, 2012 - )
- Anders Iwers – guitarra (1989 – 1995, 2012 - )
- Oscar Dronjak – voz y guitarra (1989 – 1993, 2012 - )
- Markus Nordberg – batería (1989 – 1995, 2012 - )

### Antiguos miembros
- Anders Fridén – voz (1993 – 1995)
- Mikael Andersson – guitarra (1993 – 1995)
- Thomas Johansson – bajo (1993 – 1995)

### Miembros de sesión
- Tomas Lindberg – voz en las 3 últimas canciones de Carpet (1995)

## Discografía
- Promo 1991 (Demo, 1991)
- Lost Name of God (EP, Corpse Grinder Records, 1992)
- The Book of Truth (CD, Modern Primitive Records, 1993)
- Carpet (CD, Black Sun Records, 1995)

### Bajo el nombre de Desecrator
- Wake The Dead (Demo)
- Black Sermons (Demo)